# Georg Müllner
Georg Müllner (* 24. Oktober 1953) ist ein ehemaliger deutscher Fußballspieler. Der Angriffsspieler absolvierte 26 Spiele in der Fußball-Bundesliga und erzielte dabei drei Tore. Zudem kam er in 200 Zweitligapartien zum Einsatz, wobei er auf 32 Treffer kam. 1975 und 1976 absolvierte Müllner jeweils ein Länderspiel mit der deutschen Amateur-Nationalmannschaft.

## Laufbahn
Ausgerechnet im Jahr des Abstieges der Lizenzspieler des VfB Stuttgart aus der Fußball-Bundesliga, 1974/75, erlebte der Angreifer Georg Müllner in der Amateurmannschaft des VfB im DFB-Pokal eine großartige Saison. Nach Erfolgen gegen den FC Villingen 08 (8:4 n. V.; vier Müllner-Tore), 1. FC Pforzheim (2:0; 1 Tor), Bayer 04 Leverkusen (2:0; 1 Tor), Tennis Borussia Berlin (2:1; 1 Tor) scheiterte Müllner erst im Viertelfinale des Pokals 1974/75 durch eine 0:4-Niederlage gegen Borussia Dortmund. Unter Trainer Hermann Eppenhoff kam Müllner in der Hinrunde zu seinen ersten zwei Bundesligaeinsätzen: Er wurde am 9. Oktober beim 5:1-Heimerfolg gegen den Wuppertaler SV für Manfred Weidmann eingewechselt und erzielte bereits drei Minuten später sein erstes Bundesligator. Am 9. November wurde Müllner von Eppenhoff bei einer 1:2-Heimniederlage gegen den späteren Meister Borussia Mönchengladbach in der 67. Minute für Hans Ettmayer zum zweiten Mal eingewechselt. Unter Eppenhoff-Nachfolger Albert Sing (ab 14. Dezember 1974) kam lediglich am Rundenende, am 3. Mai 1975 bei einer 1:5-Niederlage auf dem Bökelberg gegen BMG, ein weiterer Einsatz hinzu. Zur Runde 1975/76 unterschrieb er beim SV Werder Bremen einen Vertrag und blieb damit im Gegensatz zum VfB weiterhin, aber immer noch als Amateur, in der Bundesliga.
An der Weser kam er wieder in eine Mannschaft, die einen Trainerwechsel durchmachte und mit dem 13. Rang aber immerhin den Klassenerhalt erreichte. Unter Trainer Herbert Burdenski begann bei den Grün-Weißen die Saison 1975/76. Der Neuzugang aus Stuttgart wurde am dritten Spieltag, den 22. August 1975, bei einer 0:4-Niederlage beim FC Bayern München erstmals für Jürgen Röber eingewechselt. Nach der 0:1-Heimniederlage am 21. Februar 1976 wurde Burdenski auf dem 14. Platz mit 18:26 Punkten stehend, ab dem 29. Februar durch Otto Rehhagel abgelöst. Im zweiten Spiel unter dem damals noch als Feuerwehrmann geltenden Rehhagel, am 13. März 1976 bei einem 1:1 beim 1. FC Köln, lief Müllner an der Seite von Röber, Franz Hiller und Uwe Bracht im Werder-Mittelfeld auf. Das letzte Rundenspiel verlor Bremen mit Müllner mit 0:2 bei Rot-Weiss Essen und schloss die Runde mit 30:38 Punkten auf dem 13. Rang ab. Müllner hatte 21 Spiele absolviert und zwei Tore erzielt. Durch seine Spielanteile bei Werder hatte sich Müllner für die Amateurnationalmannschaft des DFB interessant gemacht. Er debütierte am 12. November 1975 beim Länderspiel gegen Luxemburg A bei einem 1:0-Sieg in der Amateurnationalmannschaft. Er wurde für Werder-Kollege Wolfgang Schlief eingewechselt. Im Verlauf der Rückrunde kam er am 7. April 1976 in Bremerhaven beim Spiel gegen Dänemark Junioren (1:0) zu seinem zweiten Einsatz bei den DFB-Amateuren. Der Angriff lief in der Formation Rudolf Seliger, Müllner, Schlief, Ewald Hammes und Hansi Müller dabei auf. In das zweite Werder-Jahr ging Müllner, 1976/77, unter dem neuen Trainer Hans Tilkowski. Der ehemalige Nationaltorhüter der WM-Tage 1966 in England brachte Müllner zwar in den ersten zwei Spieltagen zum Einsatz, danach verzichtete er aber auf sein Mitwirken. Müllner debütierte deshalb bereits am 11. September 1976 bei Eintracht Trier unter Trainer Hans-Wilhelm Loßmann beim 2:0-Heimerfolg gegen den KSV Baunatal in der 2. Bundesliga.
Hans-Dieter Roos löste Loßmann ab Januar 1977 ab und Trier schaffte mit dem 17. Rang durch den Lizenzverzicht von Röchling Völklingen den Klassenerhalt. An der Seite von Mitspielern wie Helmut Bergfelder, Rolf Bauerkämper, Werner Vollack (Torhüter), Reiner Brinsa, Heinz Histing und dem vormaligen Werder-Kollegen Schlief hatte Müllner für Trier 31 Zweitligaspiele absolviert und neun Tore erzielt. In den nächsten drei Runden lief der Mann aus Stuttgart noch in 104 Zweitligapartien für Trier auf und erzielte dabei 14 Tore. Zur Saison 1980/81 wechselte er zum Ligarivalen VfR OLI Bürstadt. Unter Trainer Lothar Kleim absolvierte er alle 38 Rundenspiele und zeichnete sich auch als achtfacher Torschütze an der Seite von Mitspielern wie Jürgen Stars (Torhüter), Horst Schauß, Hans-Otto Jordan und Eugen Hupp aus. Bürstadt belegte den 13. Rang, konnte sich damit aber nicht für die ab 1981/82 startende eingleisige 2. Bundesliga qualifizieren. Müllner unterzeichnete deshalb nach nur einem Jahr in Bürstadt zur Saison 1981/82 bei Wormatia Worms einen neuen Vertrag. In Worms lief es nicht mehr gut: Die Wormatia stieg als 18. mit 24:52 Punkten in das Amateurlager ab und Müllner hatte in 27 Ligaeinsätzen lediglich ein Tor erzielt. Mit dem Heimspiel am 29. Mai 1982 gegen Hertha BSC (1:0) verabschiedete er sich aus dem bezahlten Fußball.

## Stationen
- 1974–1975 VfB Stuttgart
- 1975–1976 Werder Bremen
- 1976–1980 Eintracht Trier
- 1980–1981 VfR Bürstadt
- 1981–1982 Wormatia Worms